# Distrito de Coimbra
O distrito de Coimbra é um distrito português, localizado no centro-oeste do país. Limita a noroeste com o distrito de Aveiro, a norte com o de Viseu, a nordeste com o da Guarda, a sudeste com o de Castelo Branco, a sul com o de Leiria e a oeste com o Oceano Atlântico.
Tem uma área total de 3 947 km², sendo o 12.° distrito com a maior área de todos os distritos nacionais. Em 2022 registou uma população de 411 450 habitantes, sendo o 9.° distrito mais populoso do país. O distrito tem uma densidade populacional de 104 habitantes por km², que se dividem em 17 municípios e em 155 freguesias.

## População
| Número de habitantes | Número de habitantes | Número de habitantes | Número de habitantes | Número de habitantes | Número de habitantes | Número de habitantes | Número de habitantes | Número de habitantes | Número de habitantes | Número de habitantes | Número de habitantes | Número de habitantes | Número de habitantes | Número de habitantes |
| -------------------- | -------------------- | -------------------- | -------------------- | -------------------- | -------------------- | -------------------- | -------------------- | -------------------- | -------------------- | -------------------- | -------------------- | -------------------- | -------------------- | -------------------- |
| 1864                 | 1878                 | 1890                 | 1900                 | 1911                 | 1920                 | 1930                 | 1940                 | 1950                 | 1960                 | 1970                 | 1981                 | 1991                 | 2001                 | 2011                 |
| 282 081              | 307 502              | 328 139              | 339 264              | 368 106              | 360 361              | 377 289              | 415 827              | 438 688              | 433 656              | 401 160              | 436 324              | 427 839              | 441 204              | 430 104              |

(Obs.: Número de habitantes "residentes", ou seja, que tinham a residência oficial neste concelho à data em que os censos  se realizaram.)
| Número de habitantes por Grupo Etário | Número de habitantes por Grupo Etário | Número de habitantes por Grupo Etário | Número de habitantes por Grupo Etário | Número de habitantes por Grupo Etário | Número de habitantes por Grupo Etário | Número de habitantes por Grupo Etário | Número de habitantes por Grupo Etário | Número de habitantes por Grupo Etário | Número de habitantes por Grupo Etário | Número de habitantes por Grupo Etário | Número de habitantes por Grupo Etário | Número de habitantes por Grupo Etário |
| ------------------------------------- | ------------------------------------- | ------------------------------------- | ------------------------------------- | ------------------------------------- | ------------------------------------- | ------------------------------------- | ------------------------------------- | ------------------------------------- | ------------------------------------- | ------------------------------------- | ------------------------------------- | ------------------------------------- |
|                                       | 1900                                  | 1911                                  | 1920                                  | 1930                                  | 1940                                  | 1950                                  | 1960                                  | 1970                                  | 1981                                  | 1991                                  | 2001                                  | 2011                                  |
| 0-14 Anos                             | 110 187                               | 121 530                               | 110 194                               | 117 746                               | 121 873                               | 117 673                               | 114 303                               | 99 310                                | 100 820                               | 76 784                                | 61 933                                | 55 435                                |
| 15-24 Anos                            | 59 757                                | 64 250                                | 65 555                                | 72 676                                | 72 738                                | 78 453                                | 70 042                                | 60 715                                | 67 484                                | 65 269                                | 60 203                                | 42 592                                |
| 25-64 Anos                            | 139 146                               | 147 217                               | 150 587                               | 166 155                               | 181 701                               | 197 172                               | 205 253                               | 190 290                               | 206 202                               | 214 914                               | 232 644                               | 234 348                               |
| = ou > 65 Anos                        | 23 059                                | 25 498                                | 25 038                                | 30 400                                | 34 293                                | 38 746                                | 44 058                                | 49 065                                | 61 818                                | 70 872                                | 86 424                                | 97 729                                |
| > Id. desconh                         | 19                                    | 892                                   | 1 747                                 | 831                                   | 1 072                                 |                                       |                                       |                                       |                                       |                                       |                                       |                                       |

(Obs: De 1900 a 1950 os dados referem-se à população "de facto", ou seja, que estava presente no concelho à data em que os censos se realizaram. Daí que se registem algumas diferenças relativamente à designada população residente)

## O Distrito
Coimbra é um distrito de contrastes, entre o mar e as montanhas. Devido à Universidade, Coimbra é, acima de tudo, uma terra de convívio e boémia estudantil.  A principal característica geográfica do distrito é o vale do rio Mondego, o maior rio que nasce em Portugal, que domina a paisagem em grande parte do distrito.
A sua situação geografica confere-lhe uma paisagem repleta de praias (Figueira da Foz e Mira), termas; paisagem alpestre visitável, de grandes tradições (Serra de S. Pedro de Açor ou de Arganil, a do Calcorinho, a da Lousã...).
Os inúmeros monumentos de Coimbra atestam o seu passado histórico: o Arco e Porta de Almedina, os Arcos do Jardim; o Convento de Santa Clara-a-Nova; o Convento de Santa Maria de Celas, o Convento de S. Francisco; o Mosteiro de Celas, o Mosteiro de Lorvão, o Mosteiro de Santa Clara-a-Velha; as Igrejas de Santa Cruz, de Santa Justa, de Santo António dos Olivais, de S. Bartolomeu, de S. Salvador e de S. Tiago; a Sé Nova e a Sé Velha, a Quinta das Lágrimas, o Aqueduto de S. Sebastião.
Foi em Coimbra que aconteceu o amor proibido de D. Pedro I e D. Inês, que inspirou poetas e escritores. A sua história continua a fazer parte do património da cidade.
São também de destacar: o Museu Machado de Castro; o Museu Nacional da Ciência e da Técnica, o Mosteiro de Lorvão, o Museu Monográfico de Conímbriga; todos classificados como Património da Humanidade; a Anta do Pinheiro dos Abraços e a Ponte Romana de Bobadela, em Oliveira do Hospital, classificados como Imóveis de Interesse Público.
O leitão assado, a Chanfana e o arroz de lampreia, são alguns dos pratos mais característicos de Coimbra. Ao nível da doçaria, a lista é grande: arrufadas, bolinhos bolinhós, arroz doce, sopa dourada das freiras de Santa Clara , pudim de ovos, deliciosos pastéis de Tentúgal, os pastéis de Lorvão, as queijadas e as espigas de milho.

## Subdivisões
O distrito de Coimbra subdivide-se nos seguintes dezassete municípios (com o estatuto da sua sede entre parêntesis):
- Arganil (vila)
- Cantanhede (cidade)
- Coimbra (cidade)
- Condeixa-a-Nova (vila)
- Figueira da Foz (cidade)
- Góis (vila)
- Lousã (vila)
- Mira (vila)
- Miranda do Corvo (vila)
- Montemor-o-Velho (vila)
- Oliveira do Hospital (cidade)
- Pampilhosa da Serra (vila)
- Penacova (vila)
- Penela (vila)
- Soure (vila)
- Tábua (vila)
- Vila Nova de Poiares (vila)

Na atual divisão principal do país, o distrito encontra-se integrado na Região Centro e dividido em duas subregiões, uma das quais integrando ainda concelhos pertencentes ao Distrito de Leiria: Baixo Mondego e Pinhal Interior Norte. Em resumo:
- Região Centro
  - Baixo Mondego
    - Cantanhede
    - Coimbra
    - Condeixa-a-Nova
    - Figueira da Foz
    - Mira
    - Montemor-o-Velho
    - Penacova
    - Soure

  - Pinhal Interior Norte
    - Arganil
    - Góis
    - Lousã
    - Miranda do Corvo
    - Oliveira do Hospital
    - Pampilhosa da Serra
    - Penela
    - Tábua
    - Vila Nova de Poiares

## Demografia

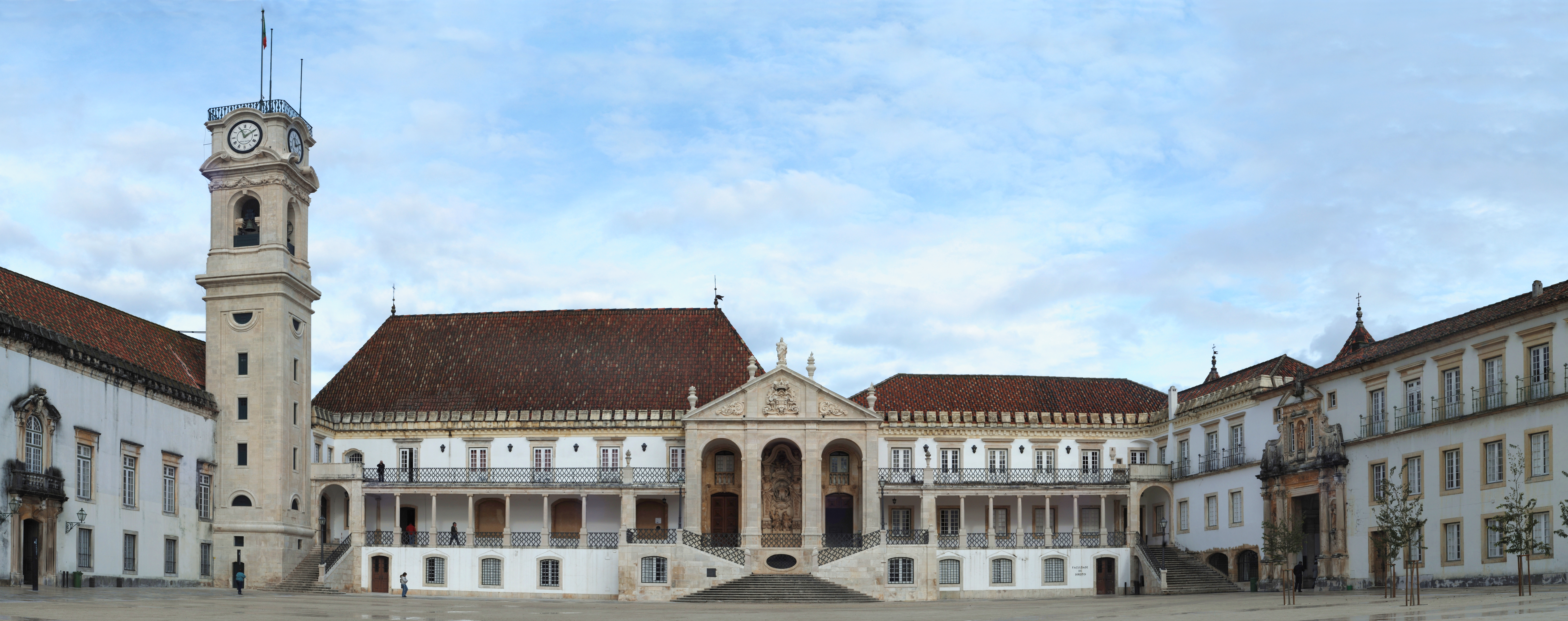
Pátio das Escolas (Universidade de Coimbra)

O distrito de Coimbra é constituído por 17 concelhos e 155 freguesias, ocupando uma área de 3973.73 km2, o que corresponde a 4.31% do território nacional.
De acordo com os Censos 2011, o distrito de Coimbra é habitado por 429.987 pessoas (4.07% dos habitantes a nível nacional), das quais, 22.84% têm mais de 65 anos e 12.89% são crianças ou adolescentes, uma estrutura demográfica que pode ser melhor compreendida se se considerar que por cada 100 jovens, existem 177 idosos
Ainda em termos demográficos, constata-se que das 168.934 famílias residentes no distrito de Coimbra, 22.39% são compostas por uma única pessoa (a média nacional cifra-se em 21.45%), e que o peso dos agregados familiares com quatro ou mais indivíduos é de 5.22% (um resultado inferior abaixo da média nacional, em que o valor de referência se situa em torno dos 6.49%)
.
| Município            | População da Sede de Concelho (2011, em hab.) |
| -------------------- | --------------------------------------------- |
| Coimbra              | 105 842                                       |
| Figueira da Foz      | 27 895                                        |
| Lousã                | 13 056                                        |
| Cantanhede           | 8 839                                         |
| Condeixa-a-Nova      | 8 608                                         |
| Soure                | 7 917                                         |
| Miranda do Corvo     | 7 614                                         |
| Mira                 | 7 367                                         |
| Oliveira do Hospital | 5 708                                         |
| Vila Nova de Poiares | 4 306                                         |
| Arganil              | 4 002                                         |
| Tábua                | 3 542                                         |
| Penela               | 3 360                                         |
| Montemor-o-Velho     | 3 154                                         |
| Penacova             | 3 254                                         |
| Góis                 | 2 171                                         |
| Pampilhosa da Serra  | 1 389                                         |

| Município            | População Total do Concelho (2011, em hab,) |
| -------------------- | ------------------------------------------- |
| Coimbra              | 143 396                                     |
| Figueira da Foz      | 62 125                                      |
| Cantanhede           | 36 595                                      |
| Montemor-o-Velho     | 26 171                                      |
| Oliveira do Hospital | 20 855                                      |
| Soure                | 19 245                                      |
| Lousã                | 17 604                                      |
| Condeixa-a-Nova      | 17 068                                      |
| Penacova             | 15 251                                      |
| Miranda do Corvo     | 13 098                                      |
| Arganil              | 12 415                                      |
| Mira                 | 12 126                                      |
| Tábua                | 12 071                                      |
| Vila Nova de Poiares | 7 281                                       |
| Penela               | 5 893                                       |
| Pampilhosa da Serra  | 4 481                                       |
| Góis                 | 4 260                                       |

## Geografia física
A principal característica geográfica do distrito de Coimbra é o vale do rio Mondego, que domina a paisagem em todo o ocidente do distrito e constitui, com os vales de dois dos seus afluentes, o rio Alva e o Rio Ceira, as principais características da zona oriental. O distrito divide-se, pois, em duas metades:
A ocidente estende-se uma planície costeira, atravessada, a sul, pelo curso inferior do Mondego. Esta área prolonga a planície costeira do distrito de Aveiro e tem a maior altitude (252 m na serra da Boa Viagem, perto do Cabo Mondego, junto à Figueira da Foz. A oriente, pelo contrário, entra-se na serra. No noroeste desta área, o relevo ainda não é muito pronunciado, com a serra do Buçaco a atingir apenas 549 m de altitude. Mas a sueste domina a cordilheira central, com a serra da Lousã a subir até aos 1 205 m de altitude, e a serra do Açor até aos 1 418 m. O distrito termina em plena vertente ocidental da serra da Estrela, a pouco mais de 10 km das maiores altitudes do território continental português.
O Mondego domina a hidrografia, correndo de nordeste para sudoeste no curso superior e de leste para oeste no curso inferior, onde está rodeado de terrenos alagadiços. Todo o distrito está integrado na sua bacia hidrográfica, à excepção do litoral norte e da extremidade sueste, e todos os outros rios principais são seus afluentes. O rio Pranto vem do distrito de Leiria e desagua no rio Mondego próximo da sua foz. O rio Alva atravessa a zona oriental do distrito, de leste para oeste, o mesmo fazendo o rio Ceira, um pouco mais a sul. O rio Dueça também conhecido por rio Corvo, por sua vez, corre de sul para norte, indo desaguar no rio Ceira muito perto de Coimbra, e o mesmo fazem o rio Soure, mais conhecido por Rio Arunca a ocidente, e o rio Pranto, também conhecido por ribeira de Carnide, ainda mais a oeste. Todos estes rios são afluentes da margem esquerda do Mondego, que quase não tem afluentes na margem direita, no distrito de Coimbra. As exceções são um pequeno rio que nasce no Buçaco, o Botão e o rio Foja. No sueste do distrito, a ribeira da Pampilhosa é afluente da margem direita do rio Zêzere, e o seu vale já vai, portanto, pertencer à bacia do Tejo. O próprio Zêzere serve de limite com o distrito de Castelo Branco.
No Mondego existe uma grande barragem, a barragem da Aguieira, que serve de fronteira com o distrito de Viseu, e uma outra, bastante mais pequena: a barragem da Raiva. No Alva existe a barragem do Rei de Moinhos e a barragem de Fronhas. O Ceira é represado pela barragem do Alto de Ceira e pela barragem de Monte Redondo. E, para completar a lista de barragens, a barragem de Santa Luzia represa a ribeira da Pampilhosa e a albufeira da barragem do Cabril, no rio Zêzere, ainda pertence em parte ao distrito de Coimbra.
A costa litoral é em geral arenosa e baixa, com excepção do Cabo Mondego. Para norte estendem-se dunas extensas, que se prolongam vários quilómetros para o interior, semeadas de pequenas lagoas. A porção mais a norte do litoral do distrito, no concelho de Mira, é já uma parte afastada do sistema lagunar da ria de Aveiro, e quase todo o noroeste do distrito é drenado para a  ria de Aveiro–rio Vouga.
Apenas três concelhos de Coimbra não limitam com outros distritos: Montemor-o-Velho, Condeixa-a-Nova e Vila Nova de Poiares.

## Desporto

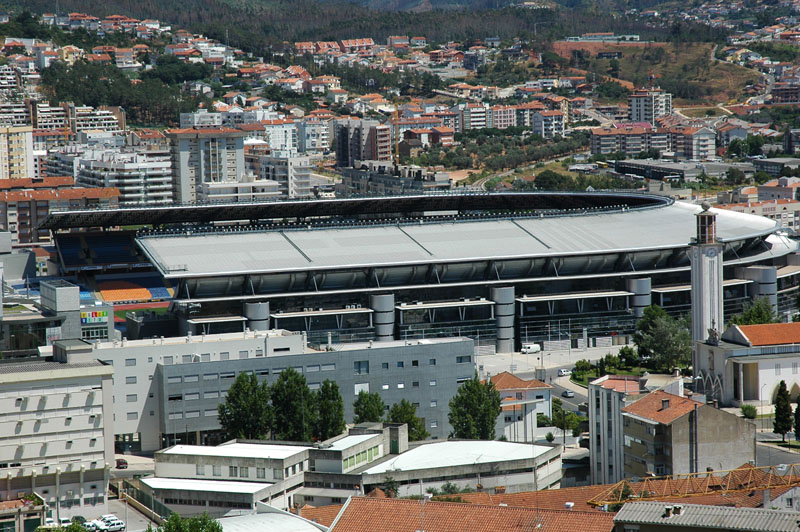
Estádio Cidade de Coimbra

O futebol é o mais conhecido e praticado desporto em Coimbra. Os clubes mais representativo do distrito é a Associação Académica de Coimbra da capital de distrito. Podemos ainda salientar os históricos Naval 1º de Maio da Figueira da Foz, o União de Coimbra e o FC Oliveira do Hospital. No futsal o clube mais representativo é Centro Social de S. João. O organismo responsável pela regulamentação é AF Coimbra.

## Símbolos[6]
- Orago Maior – Santo Agostinho
- Orago Menor – Rainha Santa Isabel
- Ordenação heráldica do brasão e bandeira – Publicada no Diário da República, de 14 de Novembro de 1930
- Armas – Escudo de vermelho com uma taça de ouro realçada de púrpura, acompanhada de uma serpe alada e um leão batalhantes, ambos de ouro, e lampassados de púrpura. Em chefe um busto de Santa Isabel, coroada de ouro e vestida de púrpura e com manto de prata, acompanhada por dois escudetes antigos das quinas. Colar da Torre e Espada. Listel branco com legenda a negro - "CIDADE DE COIMBRA" (maiusculado).
- Bandeira–  Esquartelada de amarelo e de púrpura. Cordão e borlas de ouro. Haste e lança de ouro. Existem dois tipos de bandeiras no distrito, uma para cerimónias e cortejos e outra para hastear em edifícios (onde existe apenas quatro ligeiras diferenças, a haste e a lança, deixam de ser de ouro e os cordões dourados e as bordas de ouro e púrpura também desaparecem, a bandeira passa a ser de 2x3).
- Selo– Nos termos da Lei, com a legenda: "Governo Civil do Distrito de Coimbra"

## Património
- Lista de património edificado no distrito de Coimbra

## Política

### Eleições legislativas
| Ano  | %    | D   | %       | D       | %           | D           | %      | D      | %       | D       | %       | D       | %    | D  | %    | D   | %       | D       | %   | D   | %   | D   | %    | D    | %   | D   | %       | D       | % | D | %  | D  | %  | D  |
| Ano  | PS   | PS  | PPD/PSD | PPD/PSD | PCP/APU/CDU | PCP/APU/CDU | CDS-PP | CDS-PP | MDP/CDE | MDP/CDE | UDP     | UDP     | AD   | AD | FRS  | FRS | UDP-PSR | UDP-PSR | PRD | PRD | PSN | PSN | B.E. | B.E. | PAN | PAN | PSD CDS | PSD CDS | L | L | CH | CH | IL | IL |
| ---- | ---- | --- | ------- | ------- | ----------- | ----------- | ------ | ------ | ------- | ------- | ------- | ------- | ---- | -- | ---- | --- | ------- | ------- | --- | --- | --- | --- | ---- | ---- | --- | --- | ------- | ------- | - | - | -- | -- | -- | -- |
| 1975 | 43,2 | 7   | 27,2    | 4       | 5,7         | 1           | 4,6    | –      | 4,4     | –       | –       | –       |      |    |      |     |         |         |     |     |     |     |      |      |     |     |         |         |   |   |    |    |    |    |
| 1976 | 40,9 | 6   | 26,7    | 4       | 7,3         | 1           | 12,5   | 1      |         |         | 1,2     | –       |      |    |      |     |         |         |     |     |     |     |      |      |     |     |         |         |   |   |    |    |    |    |
| 1979 | 35,1 | 5   | AD      | AD      | 11,2        | 1           | AD     | AD     | APU     | APU     | 1,3     | –       | 44,7 | 6  |      |     |         |         |     |     |     |     |      |      |     |     |         |         |   |   |    |    |    |    |
| 1980 | FRS  | FRS | AD      | AD      | 9,9         | 1           | AD     | AD     | APU     | APU     | 0,8     | –       | 46,0 | 6  | 35,8 | 5   |         |         |     |     |     |     |      |      |     |     |         |         |   |   |    |    |    |    |
| 1983 | 45,3 | 6   | 27,7    | 3       | 10,7        | 1           | 10,3   | 1      | APU     | APU     | UDP-PSR | UDP-PSR |      |    |      |     | 0,7     | –       |     |     |     |     |      |      |     |     |         |         |   |   |    |    |    |    |
| 1985 | 28,5 | 3   | 29,4    | 4       | 10,2        | 1           | 8,6    | 1      | APU     | APU     | 0,8     | –       |      |    | 16,9 | 2   |         |         |     |     |     |     |      |      |     |     |         |         |   |   |    |    |    |    |
| 1987 | 28,7 | 4   | 50,0    | 6       | 7,2         | 1           | 4,5    | –      | 0,4     | –       | 0,4     | –       | 3,5  | –  |      |     |         |         |     |     |     |     |      |      |     |     |         |         |   |   |    |    |    |    |
| 1991 | 34,4 | 4   | 49,9    | 6       | 5,0         | –           | 3,5    | –      |         |         | –       | –       | 0,5  | –  | 1,7  | –   |         |         |     |     |     |     |      |      |     |     |         |         |   |   |    |    |    |    |
| 1995 | 49,1 | 6   | 34,5    | 4       | 5,1         | –           | 7,0    | –      | 0,5     | –       |         |         | 0,2  | –  |      |     |         |         |     |     |     |     |      |      |     |     |         |         |   |   |    |    |    |    |
| 1999 | 47,1 | 6   | 35,2    | 4       | 6,1         | –           | 6,0    | –      |         |         | –       | –       | 2,0  | –  |      |     |         |         |     |     |     |     |      |      |     |     |         |         |   |   |    |    |    |    |
| 2002 | 41,3 | 5   | 41,0    | 5       | 5,0         | –           | 6,7    | –      |         |         | 2,4     | –       |      |    |      |     |         |         |     |     |     |     |      |      |     |     |         |         |   |   |    |    |    |    |
| 2005 | 45,4 | 6   | 31,9    | 4       | 5,5         | –           | 5,6    | –      | 6,3     | –       |         |         |      |    |      |     |         |         |     |     |     |     |      |      |     |     |         |         |   |   |    |    |    |    |
| 2009 | 37,9 | 4   | 30,6    | 4       | 5,8         | –           | 8,7    | 1      | 10,8    | 1       |         |         |      |    |      |     |         |         |     |     |     |     |      |      |     |     |         |         |   |   |    |    |    |    |
| 2011 | 29,2 | 3   | 40,2    | 5       | 6,2         | –           | 9,9    | 1      | 5,8     | –       | 1,1     | –       |      |    |      |     |         |         |     |     |     |     |      |      |     |     |         |         |   |   |    |    |    |    |
| 2015 | 35,3 | 4   | CDS     | CDS     | 7,0         | –           | PSD    | PSD    | 9,9     | 1       | 1,0     | –       | 37,2 | 4  | 0,6  | –   |         |         |     |     |     |     |      |      |     |     |         |         |   |   |    |    |    |    |
| 2019 | 39,0 | 5   | 26,6    | 3       | 5,6         | –           | 3,5    | –      | 11,2    | 1       | 2,6     | –       |      |    | 0,9  | –   | 0,9     | –       | 0,8 | –   |     |     |      |      |     |     |         |         |   |   |    |    |    |    |
| 2022 | 45,2 | 6   | 29,1    | 3       | 3,4         | –           | 1,5    | –      | 5,1     | –       | 1,2     | –       | 1,0  | –  | 6,1  | –   | 3,6     | –       |     |     |     |     |      |      |     |     |         |         |   |   |    |    |    |    |
| 2024 | 32,7 | 4   | AD      | AD      | 2,8         | –           | AD     | AD     | 30,6    | 3       | 5,1     | –       | 1,6  | –  | 2,8  | –   | 15,5    | 2       | 4,0 | –   |     |     |      |      |     |     |         |         |   |   |    |    |    |    |